# Paul Kessany
Paul Ulrich Kessany Zategwa (Lambaréné, 16 marzo 1985) è un calciatore gabonese, centrocampista del FC 105 Libreville.

## Carriera

### Club
Ha giocato nel campionato gabonese, francese, spagnolo, israeliano e georgiano.

### Nazionale
Con la maglia della Nazionale ha collezionato 43 presenze.